# 三頭山 (北海道)
三頭山（さんとうさん）は、北海道雨竜郡幌加内町の天塩山系に位置する山。標高1,009m。同山系でピッシリ山に次いで2番目に高い山であり、北海道百名山の一つでもある。